# Russell Simmons
Russell Wendell Simmons (Queens, Nueva York; 4 de octubre de 1957) es un empresario estadounidense. Él y el productor discográfico Rick Rubin fundaron el pionero sello discográfico de hip hop Def Jam Recordings en 1984. También creó las líneas de ropa Phat Farm, Argyleculture y American Classics. Russell Simmons es el tercer personaje más rico en el mundo del hip hop, con una fortuna estimada en 340 millones de dólares a abril de 2011.
Simmons ha sido acusado de  acoso sexual y abuso sexual por 20 mujeres, y se desvinculó de sus puestos en Def Jam Recordings y otras compañías como resultado de estas acusaciones. En 2018, se informó que se había mudado a Bali, Indonesia, donde no hay tratado de extradición con los EE. UU.